# Dick Haymes
Richard Benjamin Haymes, más conocido como Dick Haymes (Buenos Aires, 13 de septiembre de 1916 - Los Ángeles, 28 de marzo de 1980) fue un actor y cantante argentino que desarrolló toda su carrera en Estados Unidos. Su época de mayor éxito fue durante las décadas de 1940 y 1950. 

## Carrera
Nació bajo el nombre de Richard Benjamin Haymes en Buenos Aires, Argentina. Su madre, Marguerite Haymes (1894-1987), irlandesa, era instructora de canto. Dick Haymes se convirtió en el vocalista de numerosas bandas, trabajó en Hollywood, en radio y en muchas películas durante las décadas de 1940 y 1950.
Nunca obtuvo ciudadanía estadounidense, hecho que le permitió evitar tener que prestar servicio militar durante la Segunda Guerra Mundial, pues tenía la ciudadanía de un estado neutral en la misma, Argentina. Esto le valió críticas de periodistas de Hollywood como Louella Parsons y Hedda Hopper que cuestionaron el patriotismo de Haymes.
También tuvo problemas a causa de su decisión de no obtener ciudadanía estadounidense en 1955, cuando viajó de California a Hawái, cuando este último no era todavía técnicamente parte de los Estados Unidos, sin haber avisado previamente a las autoridades de inmigración. Tras este suceso casi fue deportado a la Argentina, lo que desató nuevamente una ola de críticas periodísticas. Se especuló en ese momento con que la poderosa cabeza de Columbia Studios, Harry Cohn, quien desaprobaba el matrimonio de Haymes  con Rita Hayworth, estrella de dichos estudios, pues estaba supuestamente enamorado de ella, utilizó sus influencias para perjudicar al actor. 
En su carrera también hizo teatro musical, en 1951.
Haymes se casó en seis ocasiones y tuvo seis hijos. Sus más importantes matrimonios fueron los que contrajo con Joanne Dru (1941-1949), Rita Hayworth (1953-1955) y Fran Jeffries (1958-1964). Su hija Stephanie Haymes se casó con Bernie Taupin, el compositor que escribió las letras de varios temas del cantautor inglés Elton John.
Murió de cáncer de pulmón en Los Ángeles, a los 63 años de edad.

## Filmografía
- Dramatic School (1938)
- Du Barry Was a Lady (1943)
- Four Jills in a Jeep (1944)
- Irish Eyes Are Smiling (1944)
- State Fair (1945)
- Diamond Horseshoe (1945)
- Do You Love Me (1946)
- The Shocking Miss Pilgrim (1947)
- Carnival in Costa Rica (1947)
- Up in Central Park (1948)
- One Touch of Venus (1948)
- St. Benny the Dip (1951)
- Hollywood Fun Festival (1952)
- All Ashore (1953)
- Cruisin' Down the River (1953)
- Betrayal (1974) (TV)
- Won Ton Ton, the Dog Who Saved Hollywood (1976)

## Teatro musical
- Miss Liberty (1951)